# Interleuchina 21
L'interleuchina 21 (IL-21) è una citochina con effetti di regolazione sui linfociti.

## Struttura
IL-21 è una citochina di tipo I codificata dal gene IL21 collocato sul cromosoma 4. Il recettore di IL-21, IL-21R, è un recettore per citochine di tipo I provvisto della catena γc espresso dai linfociti B, T e NK. Tale catena, in presenza del ligando, attiva la trasduzione del segnale che coinvolge Jak1, Jak2, STAT1 e STAT3, che a loro volta attivano il fattore di trascrizione nucleare RORγt. Questa citochina è prodotta principalmente da linfociti T CD4+. Essa permette la differenziazione in linfociti Th17 che produrranno principalmente interleuchina 17, utile per l'attivazione dei neutrofili.

## Funzione
- IL-21 induce l'attivazione, la proliferazione e il potenziamento dell'attività effettrice dei linfociti T CD8+ risultando fondamentale nella risposta ad infezioni virali persistenti. In vitro è in grado di bloccare la replicazione virale di HIV. Induce inoltre la differenziazione dei linfociti NK in collaborazione con altre citochine.
- IL-21 riduce l'espressione di IgE e favorisce l'espressione di IgG1 da parte dei linfociti B durante le risposte di ipersensibilità di tipo I contribuendo a mitigarle.